# Werner Stephan (Politiker)
Werner Stephan (* 15. August 1895 in Altona; † 4. Juli 1984 in Bad Godesberg, Bonn) war ein deutscher Politiker. Er war Reichsgeschäftsführer der DDP, Bundesgeschäftsführer der FDP und erster Geschäftsführer der Friedrich-Naumann-Stiftung.

## Leben
Stephan besuchte bis zum Abitur 1913 das Königliche Christianeum. Nach einem nicht abgeschlossenen Studium der Nationalökonomie in Tübingen (seit 1913 Mitglied der Tübinger Burschenschaft Derendingia) und Hamburg, Kriegsdienst und Gefangenschaft war Stephan von 1922 bis 1929 Reichsgeschäftsführer der DDP. 1926 heiratete er seine Frau Else, das Ehepaar bekam zwei Söhne. Seine Kandidatur zum Abgeordneten des Preußischen Landtags scheiterte 1927 knapp. Neben seiner Tätigkeit in der DDP durchlief er eine journalistische Ausbildung. Im Frühjahr 1929 trat er als Referent in die Presseabteilung der Reichsregierung ein, wo er zunächst für Gustav Stresemann arbeitete. Als Auftragsarbeit seines Freundes Theodor Tantzen verfasste er anonym eine Anti-Nazi-Broschüre mit dem Titel Bürger und Bauer erwache. Seine ältere Schwester Luise war seit 1925 mit dem Juden Friedrich Solmitz verheiratet. Trotzdem war sie eine begeisterte Hitler-Anhängerin. Erst als ihr Mann und ihre Tochter durch das Nazi-Regime diskriminiert und bedroht wurden, wandte sie sich von der NS-Ideologie ab.
In der Zeit des Nationalsozialismus leitete Stephan als Vertreter des Reichspressechefs der NSDAP, Otto Dietrich, dessen Berliner Büro, dem ab August 1939 die neu geschaffene Presseaufnahmestelle für die Wortberichterstattung der Propagandakompanien (PK) beigeordnet war. Stephan hatte die PK-Berichte sachlich zu überwachen und für deren Verbreitung zu sorgen. und war Leiter des Referats Inlandspresse und Ministerialrat im Reichspropagandaministerium. 1938 trat er der NSDAP bei. Während des Zweiten Weltkriegs war er beim Oberkommando der Wehrmacht Fachprüfer für Presseangelegenheiten und zuständig für die Propaganda, wobei er den Rang eines Oberleutnants der Infanterie bekleidete.
Nach dem Zweiten Weltkrieg setzte sich unter anderem Theodor Heuss für Stephans Entnazifizierung ein. Stephan war von 1951 bis 1953 Geschäftsführer der Dankspende des deutschen Volkes, danach von 1953 bis 1955 Pressereferent bei der Deutschen Forschungsgemeinschaft.
Vom 15. März 1955 bis 15. Mai 1959 war Stephan als Nachfolger von Lothar Weirauch als Bundesgeschäftsführer der FDP tätig, danach war er als ihr erster Geschäftsführer maßgeblich am Aufbau der Friedrich-Naumann-Stiftung beteiligt. Von 1964 bis 1982 war er in deren Vorstand tätig und danach bis zu seinem Tod im Jahr 1984 Ehrenmitglied des Vorstands. 1983 publizierte er seine Memoiren unter dem Titel Acht Jahrzehnte erlebtes Deutschland. Ein Liberaler in vier Epochen. Darin gab er offen seine Verwicklung in das NS-Regime zu: „… daß ich alle furchtbaren Dinge wußte und dennoch blieb […], weil ich mich als Deutscher fühlte und das Land nicht verlassen wollte“.
Neben zahlreichen anderen Ehrungen war Stephan Träger des Bundesverdienstkreuzes und Träger des Wolf-Erich-Kellner-Preises der Wolf-Erich-Kellner-Gedächtnisstiftung. Später war er Mitglied in deren Kuratorium. Von 1966 bis 1967 war er Vorsitzender der Gesellschaft der Freunde und Förderer der Friedrich-Naumann-Stiftung.
Unterlagen und Akten zu Stephans politischer Tätigkeit befinden sich im Archiv des Liberalismus der Friedrich-Naumann-Stiftung für die Freiheit in Gummersbach.

## Schriften
- Joseph Goebbels. Dämon einer Diktatur. Union Deutsche Verlagsgesellschaft, Stuttgart 1949.
- mit Heinrich Tintner (Hrsg.): Absender Deutschland. Der Bericht über die Dankspende des Deutschen Volkes. Gebrüder Mann Verlag, Berlin 1955, OCLC 4844670.
- Geschichte des deutschen Liberalismus. Westdeutscher Verlag, Opladen 1966 (zusammen mit Hans Reif und Friedrich Henning); 2. Auflage, 1976.
- Aufstieg und Verfall des Linksliberalismus 1918–1933. Die Geschichte der Deutschen Demokratischen Partei. Vandenhoeck & Ruprecht, Göttingen 1973, ISBN 3-525-36160-2.
- Acht Jahrzehnte erlebtes Deutschland. Ein Liberaler in vier Epochen. Droste, Düsseldorf 1983, ISBN 3-7700-0632-1.[Volltext Digitalisat bei Archive.org]